# Перша кінна (фільм, 1984)
«Перша кінна» (рос. «Первая конная») — радянський художній фільм 1984 року, історична драма режисера Володимира Любомудрова.

## Сюжет
Картина присвячена легендарному військовому з'єднанню — Першій кінній армії, створеної в 1919 році, яка пройшла трагічний бойовий шлях по дорогах громадянської війни. В основі фільму лежать реальні події, підтверджені історичними документами. Найбільш імовірним видається, що в основі сюжету картини покладено факти битви, що відбулося 25 травня 1919 року.
25 травня 1919 року, перебуваючи в резерві командування, корпус С. М. Будьонного (майбутня Перша кінна армія) завдав поразки кінному корпусу генерала Покровського, який розпочав форсування річки Сал в районі хутора Плетньова. В результаті удару 6-ї дивізії з заходу, і 4-ї зі сходу, частини білих, що переправилися, були відрізані та знищені. В ході бою був серйозно поранений в плече, і надовго виведений зі строю командувач 10-ю армією О. І. Єгоров, що особисто очолив атаку 6-ї дивізії.
На події цієї дати накладено факт з подій Львівської операції 1920 року. 19 серпня 1920 року тривали кровопролитні бої на підступах до Львова. Просуванню частин армії сильно протидіяли бронепоїзди й авіація. У центрі фронту 6-а і 4-а дивізії відкинули противника на 2-3 кілометри. На правому фланзі 11-та дивізія просунулася до південно-західних околиць міста, хоча лівофлангові частини 14-ї дивізії виявилися трохи відкинутими ворожою кіннотою. В цілому Кінармія перебувала в 5-7 кілометрах від Львова та охоплювала його з трьох сторін. Бої носили виключно запеклий характер з обох сторін. Загинули командир 4-ї дивізії Федір Літун і заступник начальника політвідділу армії, головний редактор газети «Червоний кавалерист» І. Д. Перельсон. Командування 4-й дивізією тимчасово покладено на І. В. Тюленєва. Момент його тимчасового призначення комбригом показаний у фільмі.
Події днів 19 серпня 1920 року знайшли докладне відображення в широковідомому творі соцреалізму — романі колишнього конармійця Миколи Островського «Як гартувалася сталь».

## У ролях
- Вадим Спиридонов —  командарм Будьонний
- Євген Жариков —  Ворошилов
- Всеволод Ларіонов —  командувач фронтом Єгоров
- Георгій Мартинюк —  начдив Пархоменко
- Олексій Ванін —  начдив Тимошенко
- Олександр Єрмаков —  комбриг Морозов
- Нуржуман Іхтимбаєв —  начдив Городовиков
- Олександр Потапов —  Пашка
- Андрій Ростоцький —  Олеко Дундич
- Володимир Приходько —  Апанасенко
- Віктор Філіппов —  Маслак
- Євген Леонов-Гладишев —  начальник штабу Іван Тюленєв
- Антон Табаков —  Зорін
- Юрій Назаров —  Зотов
- Борис Хімічев —  Бахтуров
- Віктор Павлов —  Дупліщев
- Володимир Кашпур —  Сучков
- Станіслав Чекан —  білий козак Калістрат, батько Матвія
- Михайло Кокшенов —  Матвій, червоний козак
- Геннадій Корольков —  Єфремов
- Олена Проклова —  Варя
- Роман Хомятов —  Клюєв
- Сергій Проханов —  Тимошка
- Юрій Сучков —  ординарець Будьонного Федька
- Наталія Арінбасарова —  Поліна

## Знімальна група
- Сценаристи: Валентин Єжов, Володимир Любомудров
- Режисер: Володимир Любомудров
- Оператор: Володимир Фрідкін
- Художники-постановники: Анатолій Кузнецов, Георгій Кошелєв
- Композитор: Едуард Артем'єв